# Scipione Caffarelli-Borghese
Scipione Caffarelli-Borghese, italijanski rimskokatoliški duhovnik, škof in kardinal, * 1576, Rim, † 2. oktober 1633. Bil je  zbiralec umetnin in mecen umetnosti. Član družine Borghese je bil pokrovitelj slikarja Caravaggia in kiparja in arhitekta Berninija. Njegova zapuščina je ustanovitev umetniške zbirke v vili Borghese v Rimu.

## Življenjepis

### Zgodnje življenje in kardinalstvo
Rodil se je v Arteni z imenom Scipione Caffarelli, sin Francesca Caffarellija in Ortensia Borghese. Ker je njegov oče zašel v finančne težave, je Scipionejevo izobraževanje plačal stric po materini strani Camillo Borghese. Po Camillovi izvolitvi za papeža kot papež Pavel V. leta 1605 je Scipioneju hitro podelil kardinalstvo in mu dal pravico do uporabe imena in grba Borghese. 18. julija 1605 je bil povzdignjen v kardinala, 5. avgusta je prejel diakonsko posvečenje in 7. avgusta istega leta še duhovniško posvečenje.
V klasičnem vzorcu papeškega nepotizma je imel kardinal Borghese ogromno moč kot papežev tajnik in dejanski vodja vatikanske vlade. V svojem in v papeževem imenu si je s papeškimi pristojbinami in davki nabral ogromno bogastvo ter pridobil ogromna zemljiška posestva za družino Borghese.

### Kardinal
Scipione je prejel številne časti od svojega strica. Postal je generalni superintendent papeške države, legat v Avignonu, nadduhovnik lateranske in vatikanske bazilike, prefekt milostnega podpisa, opat Subiaca in San Gregorio da Sassola na Coelianu ter knjižničar Rimskokatoliške cerkve. Prevzel je tudi službe velikega penitenciarija, tajnika apostolskih pisem, 25. oktobra 1610 je bil imenovan za nadškofa Bologne; s tega položaja je odstopil 2. aprila 1612, zaščitnika Nemčije in habsburške Nizozemske, redov dominikancev, kamaldolcev in olivetancev, svetišča Loreto in švicarske garde ter številnih druge cerkvene položaje. 20. avgusta 1629 je bil imenovan za škofa Sabine.
V vsaki od teh služb je kardinal prejel dohodke. Njegov dohodek je leta 1609 znašal približno 90.000 skudov, do leta 1612 pa je dosegel 140.000 skudov. S svojim ogromnim bogastvom je kupil vasici Montefortino in Olevano Romano od Pier Francesca Colonne, vojvode Zagarola, za 280.000 scudov.
Kot kardinalski nečak (uradno mesto do ukinitve leta 1692) je bil Borghese odgovoren za notranje in zunanje politične zadeve papeške države. Poleg tega je Pavel V. svojemu nečaku zaupal vodenje financ tako papeža kot družine Borghese.
Borghese je sprožil veliko polemik in zamer, ko je uporabil številna darila papeške vlade za financiranje investicij družine Borghese. Ker je najemne nepremičnine prepoznal kot najučinkovitejše sredstvo za zagotavljanje finančne stabilnosti, je kupil cela mesta in druge obsežne posesti, vključno s približno eno tretjino ozemlja južno od Rima. Z izkoriščanjem svoje avtoritete kardinalskega nečaka je lastnike pogosto prisilil, prodati svoje posesti z znatnimi popusti. Borghese je tako zagotovil, da bogastvo družine ni bilo trajno odvisno od cerkvene službe.
Kardinal Scipione Borghese je umrl v Rimu leta 1633 in je pokopan v kapeli Borghese v Santa Maria Maggiore.

### Privatno življenje
Sodobniki so komentirali skoraj javne škandale, ki so bili občasno posledica Scipionejeve možne homoseksualnosti, ki se je odražala v njegovem okusu za zbiranje umetnin z močnimi homoerotičnimi prizvoki. Leta 1605 naj bi Scipione razjezil svojega strica papeža, ko je v Rim pripeljal Stefana Pignatellija, na katerega je bil Scipione tesno navezan.
Po kasnejšem piscu Gaetanu Moroniju, Scipione:
...zavedajoč se Stefanove naklonjenosti, ga je povabil v Rim in ga sprejel na svoj dvor, kjer je Stefano pridobil tako prevlado nad kardinalom, da je naredil vse po njegovem nasvetu. Dovolj je bilo, da sta zavist in ljubosumje med dvorjani izrekla zlobne in strupene klevete proti njemu, kar je spodbudilo kardinale in veleposlanike, da so papežu poročali, da je Stefano poln gnusnih razvad in da ga je zaradi časti njegovega nečaka treba popolnoma izgnati.
Scipione je nato dolgotrajno in resno zbolel in si je opomogel šele, ko so Pignatelliju dovolili, da se vrne. Papež se je odločil, da bo Pignatellija še naprej nadzoroval in ga dal posvetiti, kar je bil začetek kariere, ki ga je leta 1621 pripeljala do tega, da je postal kardinal. Italijanski zgodovinar Lorenzo Cardella dejansko ugotavlja, da je rimska inkvizicija dvakrat oprostila Pignatellija, da je imel »neprimeren vpliv« na kardinala Borgheseja.
Vendar pa nedavno objavljena vohunska poročila Giovannija Antonia Marte nasprotujejo rezultatom takšne uradne preiskave in v bistvu potrjujejo homoseksualna nagnjenja kardinala Scipioneja. Vključujejo poročilo o plemiču, za katerega so rekli, da ga je Scipione ljubil »do blaznosti« in za katerega je bil odločen zagotoviti kardinalski klobuk; kot tudi temnejšo epizodo, kjer naj bi služabniki umorili osemnajstletnega mladeniča v Scipionovem predprostoru, potem ko je zapustil kardinalovo posteljo.

## Gradbeni projekti

### Razvoj vrtov
Borghese se je posebej zanimal za razvoj obsežnih vrtov, ki so se jih lotili različni umetniki v njegovih rimskih rezidencah, Palača Borghese na Kvirinalu (predvsem 1610-16) in Vila Borghese (začeta leta 1613 in obdelana do konca kardinalovega življenja. Oba vplivna vrtova sta vsebovala inovativne elemente, kot so slapovi, in vključevala goste nasade dreves, ki so zagotavljali podeželsko osamljenost v mestu.

### Projekti obnove cerkva
V prvi polovici njegove kariere je bila Scipionejeva cerkvena zgradba povezana z njegovimi komendatrijskimi ali naslovnimi dolžnostmi; v drugi polovici je bilo njegovo javno pokroviteljstvo širše, saj je posegel v San Crisogono, Santa Maria sopra Minerva, Santa Maria della Vittoria, Santa Chiara a Casa Pia, San Gregorio Magno, kot tudi gradnjo novih cerkva v bližnjih mestih Montefortino in Monte Compatri. Med Ludovisijevim papeževanjem je bil glavni poudarek Borghesejevega cerkvenega pokroviteljstva na komemorativnih projektih. Prva je bila olepšanje kapele Caffarelli v Santa Maria sopra Minerva (1620–23). Drugi je bil ogromen leseni katafalk, okrašen z mavčnimi figurami v naravni velikosti, ki jih je oblikoval Gian Lorenzo Bernini, postavljen v Santa Maria Maggiore (1622).
Borghesejevo prvo delo po vstopu v Sacred College, kjer je študiral, je bila gradnja in dekoracija oratorijskih kapel sv. Andreja in sv. Silvije poleg San Gregorio Magno al Celio. Da je Borghese dokončal tak projekt, je izjavil svojo predanost krščanski dediščini mesta, hkrati pa je označil gesto spoštovanja do velikega cerkvenega reformatorja prejšnje generacije. Obnova San Sebastiano fuori le mura (november 1607 – 1614), cerkev, zgrajena pod Konstantinom (ok. 312), ki hrani največjo zbirko relikvij, znanih v tistem času. San Sebastiano je bil poleg tega ena od sedmih romarskih cerkva v Rimu in njegova obnova je bila ključni element pri oživitvi okrožja, ki ga je vodilo romanje. Borghesejeva obnova je bila dejansko popolna posodobitev: prenova glavne fasade, dodajanje zadnjega vhoda in temeljita prenova notranjosti v sodobnem dekorativnem idiomu.
Najbolj presenetljiva značilnost obnove je pojav Borghesejevega imena in simbolov. Na vrhu parapeta portika stojita kipca orla in zmaja (borghesejev simbol); pod njim je fasadno posvetilo: Scipione Borghese, velika kaznilnica, kardinal in duhovnik svete rimske cerkve, 1626. Njegov grb v glavnih ploščah dolge osi stropa ni vgrajen kot običajno v ekskuheone, ampak neposredno v okvir, sklepni kamen proskenijskega loka na koncu ladje; pod napisom na dnu kupole baldahina je še en napis.
Kot kardinal je Borghese resno jemal svojo odgovornost, da prispeva k negi in okrasitvi cerkva pod njegovim nadzorom. Zdi se, da je zlasti po stričevi smrti uporabil olepševanje cerkvenih zgradb, da bi pokazal skrb za dobrobit vernikov. Rekonstrukcija San Crisogono v Rimu (1618–28) je bila verjetno najdražji projekt prenove katere koli cerkve v mestu v zgodnjem 17. stoletju. Zlato pokriva strop in številne druge površine.
Takšni javni podvigi so Borgheseju pomagali obnoviti njegov ugled, čeprav si političnega vpliva nikoli ni povrnil.

## Zbiralec umetnin
Borghese je ogromno bogastvo, ki ga je pridobil kot kardinalski nečak, uporabil za zbiranje ene največjih in najbolj impresivnih umetniških zbirk v Evropi. Zbirka Borghese se je začela okoli zbirke slik Caravaggia, Rafaela in Tiziana ter starorimske umetnosti. Scipione je veliko kupoval tudi od vodilnih slikarjev in kiparjev svojega časa. Čeprav so kasnejše generacije nekatere njegove pridobitve razpršile s prodajo in diplomatskimi darili, dela, ki jih je zbral, tvorijo jedro fonda Galerije Borghese, muzeja v vili, ki jo je naročil Scipione (1613–15) pri arhitektu Giovanniju Vasanziu. Dodatni fondi so bili razstavljeni v vili Mondragone. Njegovo zbirko je že leta 1613 poetično opisal Scipione Francucci.
Satir in delfin (rimska marmorna kopija izgubljenega grškega brona, 4. stoletje pr. n. št.) predstavljata elegantne in čutne upodobitve mladih moških figur, ki so bile vidno predstavljene v Borghesejevi zbirki. Eno njegovih najbolj cenjenih del je bil Speči hermafrodit (rimska kopija po grškem izvirniku iz 2. stoletja pr. n. št.). Pri mladem kiparju Gianu Lorenzu Berniniju je Scipione leta 1620 naročil realistično upodobljeno žimnico (podlago za kip), na katero so položili to čutno golo figuro. Poročajo, da je Borghese ta kip hranil v posebej izdelani leseni omari, ki jo je odpiral z gledališkim razcvetom, da bi zabaval svoje tesne prijatelje. Vendar je bila ta skulptura v začetku 19. stoletja dana Napoleonu po poroki Camilla Borgheseja s Pauline Bonaparte, Napoleonovo sestro in je zdaj e|Louvru]]. Zbirka Borghese danes vsebuje še eno najdeno kopijo iz 2. stoletja.
Papež Pavel V. je voljno pomagal svojemu nečaku pri pridobivanju umetnin, ki so vzbudile njegovo zanimanje. Leta 1607 je papež kardinalu podaril zbirko 107 slik, ki so bile zaplenjene slikarju Cavalierju D'Arpinu, potem ko umetnik ni plačal davčnega računa. Naslednje leto je bilo Rafaelovo Podlaganje v grob na skrivaj odstranjeno iz Baglionijeve kapele v cerkvi San Francesco v Perugii in prepeljano v Rim, da bi ga predali Scipionu s papeškim motuproprijem. Borghesovi so bili prisiljeni Perugii zagotoviti dve odlični kopiji slike, da bi se izognili konfliktu z jeznim mestom, ki bi postalo nasilno, vendar izvirnik ostaja v zbirki Borghese.

### Caravaggio
Med slikami, ki jih je Borghese pridobil z zasegom leta 1607 od Cavaliere d'Arpina, sta bili dve pomembni zgodnji Caravaggiovi deli (obe iz leta 1593, še vedno v Gallerii Borghese): verjetni avtoportret, običajno imenovan Mladi bolni Bakh, in Deček s košaro sadja, odkrito homoerotična podoba mladostnika, ki proti gledalcu zapeljivo podaja veliko košaro sadja.
Borghese je zelo občudoval tudi Caravaggiove naturalistične in psihološko zapletene poznejše verske slike, kot sta razmišljujoč (a še vedno čuten) mladostni Sveti Janez Krstnik (1605/6), ki ga je zbiratelj pridobil iz umetnikove zapuščine kmalu po njegovi smrti in intenzivni David z Goljatovo glavo (1609/10), ki predstavlja svetopisemskega junaka, ki izteguje navzven odsekano glavo s potezami umetnika.
Borghese si je prisvojil Caravaggievo Madono z otrokom s sv. Ano, veliko oltarno sliko, ki je bila leta 1605 naročena za kapelo v baziliki svetega Petra, vendar jo je kardinalski zbor zavrnil zaradi zemeljskega realizma in nekonvencionalne ikonografije. Nedavne arhivske raziskave so pokazale, da je Borghese že v zgodnjih fazah naročila nameraval, da bo oltarna slika končala v njegovi zbirki.

### Pokroviteljstvo Berninija
Borghesejevo zgodnje pokroviteljstvo umetnika Giana Lorenza Berninija ga je pomagalo uveljaviti kot vodilnega italijanskega kiparja in arhitekta 17. stoletja. Med letoma 1618 in 1623 je Bernini delal predvsem za kardinala in ustvarjal inovativna dela, ki so postala zgodnja merila baročnega sloga. Za dekoracijo vile Borghese je Bernini izdelal figuro Davida v naravni velikosti (1623) in tri kiparske skupine z mitološko tematiko.
Vrhunec v tej seriji, ki ga je Bernini ustvaril za Borgheseja, Apolon in Dafne (1623–1625), predstavlja dogodek, priljubljen v italijanski poeziji zgodnjega 17. stoletja in na koncu izhaja iz Metamorfoz starorimskega pesnika Ovida. Bernini upodablja Apolona, kako seže proti rečni nimfi Dafne, ravno ko jo njen oče spremeni v lovorovo drevo, da bi preprečil, da bi jo opekel dotik boga sonca. Ta skupina, razumljena znotraj svojega prvotnega intelektualnega konteksta, predstavlja razočarano željo ter trajni obup in bolečino, ki ju izzove ljubezen.
Ti pomeni so morda imeli poseben odmev za Borgheseja, ki so ga takrat na široko zasmehovali zaradi njegove privlačnosti do drugih moških. Poseben trenutek, ki ga je upodobil Bernini, so v zgodnjem 17. stoletju prav tako mislili, da pomeni zlitje spolov, bolj eksplicitno prikazano v Hermafroditu tudi v kardinalovi zbirki.
Leta 1632 je Bernini izdelal dva Borghesejeva portretna doprsna kipa iz marmorja (oba v rimski Galeriji Borghese). Ta dela zajemajo razkošje, ki so ga kardinalovi prijatelji občudovali in ki so ga njegovi kritiki obsojali kot lahkomiselnost, ki ni primerna za njegovo službo.

## Zbirka
Čeprav ga najbolj povezujemo z razvojem baroka, je vneto zbiral tudi dela številnih slogovno različnih umetnikov.
Borghesejeva zbirka vključuje tako raznolika dela, kot so zgodnjerenesančne oltarne slike, kot je Poslednja sodba Fra Angelica (pribl. 1450); primeri severne umetnosti, kot sta dve sliki Venere (zgodnje 16. stoletja) Lucasa Cranacha; beneške slike iz 16. stoletja, kot je Tizianova Sveta in posvetna ljubezen (1514); in klasične slike, kot je Domenichinova Lokostrelsko tekmovanje Diane in njenih nimf (1616/7). Kardinal je imel v lasti celo zelo neznačilno delo Michelangela, upodobitev Kupida, ki se zdaj imenuje Manhattanski marmor.